# Sarolta (ópera)
Sarolta es una ópera cómica en tres actos con música de Ferenc Erkel y libreto en húngaro de József Czanyuga. Se estrenó en Budapest el 26 de junio de 1862.
Es una ópera poco representada en la actualidad; en las estadísticas de Operabase aparece con sólo una representación en el período 2005-2010.